# Галерея Iconart

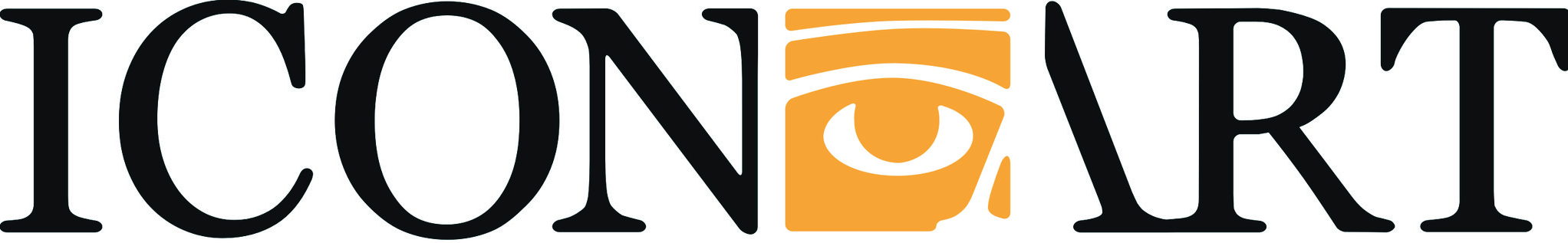

ICONART — галерея сучасного сакрального мистецтва у Львові, заснована у 2010 році. Галерея спеціалізується на сучасних артистичних інтерпретаціях сакральної тематики, творчості художників та іконописців. Iconart співпрацює як з українськими, так і закордонними митцями та мисткинями, організовує виставки, провадить міжінституційну мистецьку діяльність. У галереї презентовані твори мистецтва, зокрема живопис, графіка, рисунок, скульптура, які в різний спосіб апелюють до сакральної тематики.

## Локація
Галерея Iconart розташована неподалік Площі Ринок, на вулиці Вірменській, 26. Дві невеликі вітрини, які належать галереї, розташовані в колишньому головному вході до кам’яниці в стилі історизму із неоренесансним вистроєм фасадів. У ніші - тимпані порталу головного входу знаходиться барельєф Непорочного зачаття Діви Марії, а у приміщенні галереї зберігся й був відреставрований автентичний інтер’єр. Саме приміщення складається з двох частин, кожна з яких має окрему функцію. Перша частина — це виставковий зал, де приблизно із місячним інтервалом проводяться виставки. У другій — можна оглянути ікони, картини та інші артефакти, які зберігаються в галереї та виставлені на продаж. 

## Діяльність галереї

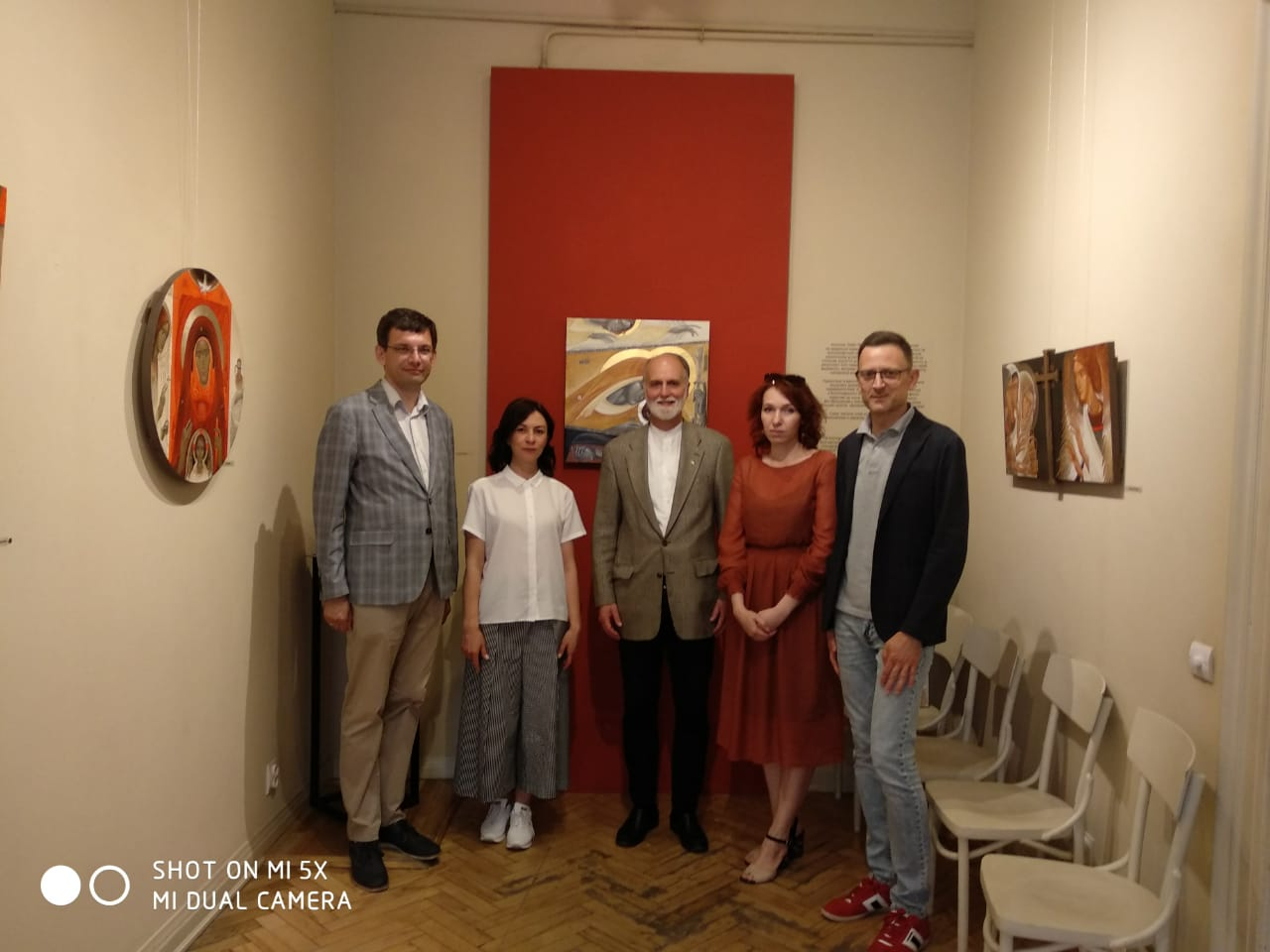
Зліва на право: Тарас Добко (проректор Українського католицького університету), Маріанна Баран (директорка галереї Iconart), Владика Борис (митрополит Української греко-католицької церкви), Люба Яцків (іконописиця), Костянтин Шумський (засновник галереї Iconart)

До 2010 року у Львові не було простору, зосередженого на презентації, рефлексії й поширенню знань про сучасне сакральне мистецтво. Ідея створення галереї виникла у львівського підприємця Костянтина Шумського в межах навчального проєкту для Львівської бізнес школи. Як згадує Костянтин, після консультації із львівським куратором Маркіяном Філевичем з’явилась ідея створити галерею, яка би стала місцем зустрічі різних середовищ, об’єднаних сакральною тематикою.
Тому від початку своєї діяльності галерея має амбіції бути місцем зустрічі різних стилів та мистецьких практик. А в межах постійної та тимчасової експозицій можна побачити відкриті до експериментів сучасне сакральне мистецтво, народну ікону та традиційні малярські форми київського християнства. 
За час свого існування галерея провела приблизно 100 персональних та групових виставок. У стінах галереї виставлялися як і знані львівські, українські й закордонні художники та іконописці, так і молоді автори. Зокрема свої перші персональні виставки в галереї провели: Люба Яцків (Образ), Уляна Томкевич (Andante), Іванка Демчук (Сорок днів на Землі), Роман Зілінко (Такі святі, такі близькі), Олександр Бриндіков (Дереворит). Загалом артисти, які мали виставки в галереї або в певний спосіб співпрацюють із нею, належать до різних середовищ та репрезентують різні школи, покоління та традиції. (див. список художників, які співпрацюють з галереєю)

## Проєкти Галереї
Окрім співпраці із сучасними артистами галерея провадить популяризаторську роботу, націлену на переосмислення й повернення пам’яті про визначних українських артистів міжвоєнного періоду. У межах проєкту «Великі майстри» в стінах галереї були представлені роботи Євгена Лисика, Олекси Новаківського, Романа Сельського. Проєкт покликаний ознайомити гостей галереї із роботами, які дуже рідко експонуються у Львові й загалом в Україні та часто є в приватних колекціях. А пошук нових робіт-експонатів та актуалізація пам’яті про українських художників міжвоєнного та повоєнного періоду відбувається в співпраці із кураторським і артистичним середовищем Львова.

## Співпраця з міжнародними інституціями

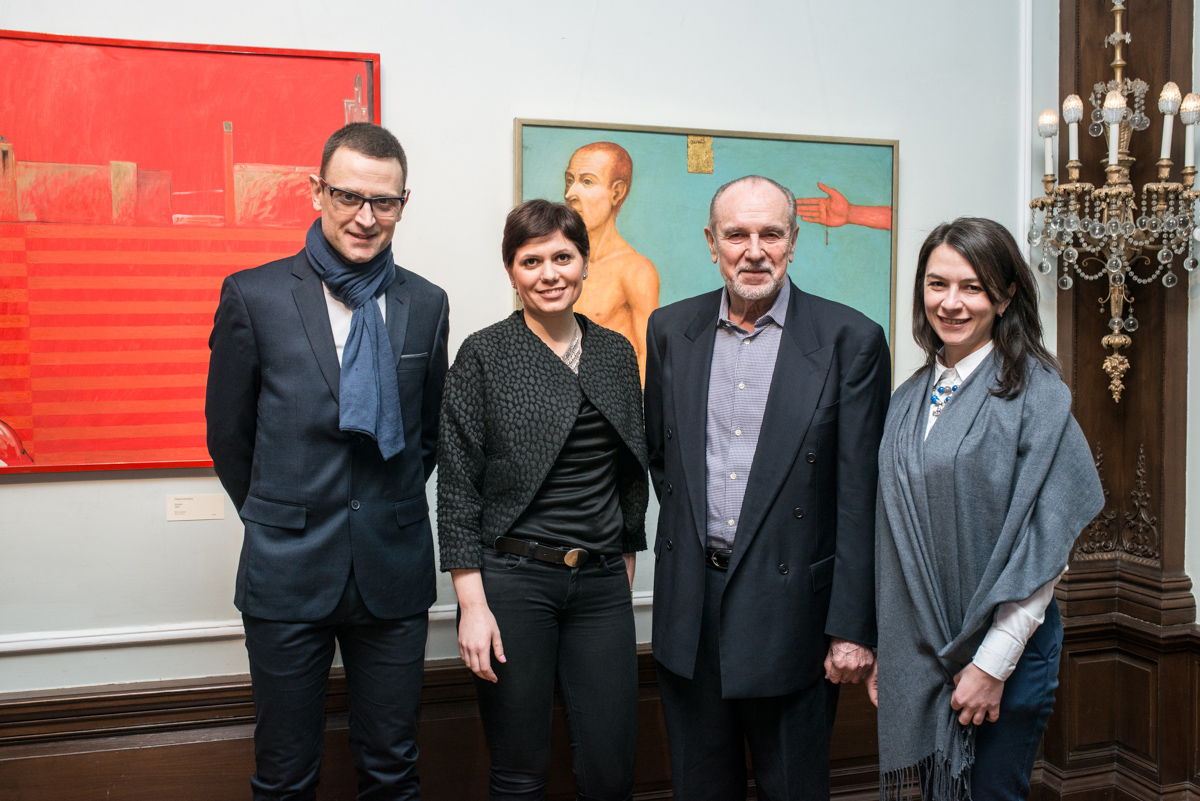
Зліва на право: Костянтин Шумський (засновник галереї сучасного мистецтва Iconart), Олена Сідлович (виконавчий директор Українського інституту Америки), куратор виставкових проектів Українського інституту Америки), Маріанна Баран (директорка галереї сучасного мистецтва Iconart)

Галерея провадить діяльність, орієнтуючись не тільки на власний фізичний простір, але також на поєднання інституційної співпраці й гостьових виставок. У такий спосіб у 2015 році галерея разом з Українським Інститутом Америки провела в Нью-Йорку виставку «Iconart: Бачення Світу Невидимого» («Iconart: Visions of a World Unseen»). Для більшості художників із середовища Iconart — це була перша виставка в Америці. І як зазначають організатори: «У виставковому проекті твори були зосереджені на образах, які не побачиш очима. Серед них — людина в пошуках Бога, герої та спокусники, святі та зрадники.». 
Тісна співпраця із середовищем Українського католицького університету та Паризькою єпархією Української греко-католицької церкви, та зокрема із владикою Борисом (Ґудзяк), виросла в декілька проєктів організованих у Франції. У вересні 2017 року була проведена виставка у Єпархіальному домі у Венсенні. На експозиції були презентовані роботи художників і іконописців із середовища Iconart. А вже 2018 року у французькому інституті Institut catholique de la Méditerranée у центрі Le Mistral галерея Iconart представила приблизно 50 картин та ікон. У межах виставки-продажу експозиція була розташована на території інституту Institut catholique de la Méditerranée та в храмі Saint Jean du Désert, де діє українська греко-католицька парафія.
До партнерів галереї у виставковій діяльності також належать Посольство США в Україні та варшавська галереї Bohema.